# Слотняк білоголовий
Слотняк білоголовий (Phoeniculus bollei) — вид птахів родини слотнякових (Phoeniculidae).

## Назва
Вид названо на честь німецького натураліста і колекціонера Карла Болле.

## Поширення
Вид поширений у Західній та Центральній Африці. Трапляється у таких країнах як Бурунді, Камерун, Центральноафриканська Республіка, Демократична Республіка Конго, Кот-д'Івуар, Гана, Гвінея, Кенія, Ліберія, Малі, Нігерія, Руанда, Південний Судан, Танзанія та Уганда. Мешкає у саванах та відкритих лісах. У гори піднімається до 3500 над рівнем моря.

## Опис
Птах завдовжки 30-35 см. Самиці менші від самців та мають менший дзьоб. Голова та горло білі. Решта оперення темно-синього або фіолетового кольору з пурпуровими відтінками, лише криючі крил мають мідне забарвлення. Дзьоб яскраво-червоний, злегка зігнутий. Ноги червоні.

## Спосіб життя
Трапляються невеликими групами до 10 птахів. Живляться комахами та іншими членистоногими, яких знаходять у гнилій деревині або під корою. Іноді споживають ягоди та насіння. Розмножуються впродовж усього року, як у вологий, так і в сухий сезон. Гнізда облаштовують у дуплах на висоті до 40 м.